# Uwe Tschiskale
Uwe Tschiskale (* 9. Juli 1962 in Coesfeld) ist ein ehemaliger deutscher Fußballspieler.

## Karriere
Tschiskale begann beim DJK Eintracht Coesfeld, einem in seinem Geburtsort ansässigen Sportverein, mit dem Fußballspielen und gelangte anschließend in die Jugendabteilung des ASC Schöppingen. Zur Saison 1980/81 rückte er in die erste Mannschaft auf und absolvierte zwei Spielzeiten in der Verbandsliga Westfalen und – nach dem Aufstieg als Meister 1982 – zwei Spielzeiten in der Oberliga Westfalen. Zur Saison 1984/85 wechselte er zum Ligakonkurrenten Preußen Münster, für den er in der Saison 1984/85 aktiv war.
Zur Saison 1985/86 wurde er vom Zweitligisten SG Wattenscheid 09 verpflichtet, für den er am 3. August 1985 (1. Spieltag) – bei der 2:6-Niederlage im Heimspiel gegen den SC Fortuna Köln – nicht nur debütierte, sondern mit dem Treffer zum zwischenzeitlichen 2:4 in der 80. Minute gleich sein erstes Tor erzielte. In seinen ersten beiden Spielzeiten absolvierte er jeweils 36 von 38 Ligaspielen und erzielte mit insgesamt 38 Toren eine gute Torquote.
Zur Saison 1987/88 verpflichtete ihn der FC Bayern München, für den er insgesamt zweimal zum Einsatz kam. Noch vor seinem ersten Bundesligaspiel am 3. Oktober 1987 (11. Spieltag), beim 4:1-Sieg im Heimspiel gegen Hannover 96 mit Einwechslung für Roland Wohlfarth in der 80. Minute, bestritt er bereits am 30. September 1987 im Rückspiel der 1. Runde des Europapokals der Landesmeister, beim 1:0-Sieg in Sofia gegen den ZSKA, sein erstes Pflichtspiel für die Bayern. 
In der Winterpause wechselte er zum Ligakonkurrenten und Tabellenletzten FC Schalke 04, für den er in 16 Spielen vier Tore erzielte. Nach dem Schalker Abstieg kehrte Tschiskale nach Wattenscheid zurück, wo er als Mannschaftskapitän gemeinsam mit Maurice Banach ein erfolgreiches Sturmduo bildete. Nach zwei Spielzeiten, 72 Spielen und 34 Toren in der 2. Bundesliga, folgte der Aufstieg in die Bundesliga. Von 1990 bis 1993 bestritt Tschiskale 84 Bundesligaspiele und erzielte 21 Tore. Sein letztes Bundesligaspiel bestritt er als Einwechselspieler am 18. September 1993 (8. Spieltag) beim turbulenten 3:3-Unentschieden im Auswärtsspiel gegen den FC Bayern München. Von 1993 bis 1995 stand er erneut beim SC Preußen Münster unter Vertrag, absolvierte zunächst 11 Oberligaspiele (7 Tore) und später – durch den 2. Tabellenplatz für die Regionalliga West/Südwest qualifiziert – 27 Regionalligaspiele (3 Tore).
Tschiskale bestritt 101 Einsätze (und 25 Tore) in der Bundesliga und 144 Spiele (und 72 Tore) in der 2. Bundesliga. 

## Erfolge
- Deutscher Amateurmeister 1994 (mit Preußen Münster)
- Meister der Verbandsliga Westfalen 1982

## Auszeichnungen
- Torschütze des Monats Februar 1989[2]

## Sonstiges
Tschiskale ist Inhaber des Fußballtrainer-A-Scheins. Nach dem Abschluss eines Fernstudiums in Sportmanagement, der Leitung einer Teichbaufirma und eines Vereins für Essen auf Rädern betreibt er heute das Hotel am Münstertor in seiner Heimatstadt Coesfeld.